# Aloe lucile-allorgeae
Aloe lucile-allorgeae ist eine Pflanzenart der Gattung der Aloen in der Unterfamilie der Affodillgewächse (Asphodeloideae). Das Artepitheton lucile-allorgeae ehrt die französische Botanikerin Lucile Allorge (* 1937).

## Beschreibung

### Vegetative Merkmale
Aloe lucile-allorgeae wächst stammbildend. Die bis zu 35 Zentimeter langen Triebe bestehen aus einem dünneren, kriechenden und einem dickeren, aufrechten Teil. Die zur Blattspitze allmählich verschmälerten Laubblätter sind entlang der Triebe zerstreut angeordnet. Die Blattspreite ist 5 bis 8 Zentimeter lang und 3 Zentimeter breit. Die deltoiden Zähne am knorpeligen Blattrand sind 1 Millimeter lang. Die Blattscheiden sind lang.

### Blütenstände und Blüten
Der einfache Blütenstand erreicht eine Länge von bis zu 20 Zentimeter. Die Trauben bestehen aus wenigen Blüten. Die eiförmigen, spitzen Brakteen weisen eine Länge von 2 bis 3 Millimeter auf. Die unten roten, darüber helleren Blüten sind grün gespitzt und stehen an 7 Millimeter langen Blütenstielen. Sie sind 20 Millimeter lang und an ihrer Basis gerundet. Oberhalb des Fruchtknotens sind die Blüten leicht verengt. Ihre äußeren Perigonblätter sind auf einer Länge von etwa 6,5 Millimetern nicht miteinander verwachsen. Die Staubblätter und der Griffel ragen nicht aus der Blüte heraus.

## Systematik und Verbreitung
Aloe lucile-allorgeae ist auf Madagaskar auf westwärts gerichteten Hängen von Gneishügeln in Höhen von 800 Metern verbreitet.
Die Erstbeschreibung durch Werner Rauh wurde 1998 veröffentlicht.

## Nachweise